# Euphyia caliginosa
Euphyia caliginosa là một loài bướm đêm trong họ Geometridae.